# قناريت
قناريت هي إحدى القرى اللبنانية من قرى قضاء صيدا في محافظة الجنوب.
تبعد قناريت حوالي 51 كلم (31.6914 مي) عن بيروت عاصمة لبنان. ترتفع حوالي 230 م (1) (754.63 قدم - 251.528 يارد) عن سطح البحر وتمتد على مساحة تُقدَّر بـ 305 هكتاراً (3.05 كلم²- 1.1773 مي² (2)).